# Sihanaka
Sihanaka je etnikum (malgašsky foko), které sídlí především v oblasti centrální vysočiny na Madagaskaru poblíž jezera Alaotra. Bývá jim přezdíváno "lidé z bažin". Mezi Sihanaky se až do 19. století udržovala tradice manželství mezi blízkými biologickými příbuznými z toho důvodu, aby jmění rodiny zůstalo zachováno. V roce 1970 toto etnikum čítalo asi 135 000 příslušníků., dnes je jich kolem 363 000 a představují asi 2% obyvatelstva Madagaskaru. Jsou velice podobní Merinům. Jsou to pěstitelé rýže, rybáři a chovají drůbež. Název Sihanaka v malgaštině znamená "ti, kdo bloudí v bažinách".